# Střední škola informatiky, poštovnictví a finančnictví Brno
Střední škola informatiky, poštovnictví a finančnictví Brno (SŠIPF) je veřejná střední škola, která poskytuje vzdělání v oborech informační technologie, telekomunikace, elektrotechnika a ekonomie. Škola sídlí na ulici Čichnova v městské části Brno-Komín. Škola je zřizována Jihomoravským krajem. Ředitelkou školy je Olga Hölzlová, jejími zástupci jsou Lenka Skřivanová,  Helena Zelníčková, Hana Trávníčková, Jana Švihálková, Jarmila Kubešová, Jaroslav Mašek a Jiří Vaněk

## Historie školy
Prvního září 1949 zahájilo v Brně svou činnost nové technické učiliště na Kounicově ulici. Ve stejný rok bylo přesunuto Poštovní učiliště z Prahy do Brna. Nadřízené orgány vydaly rozhodnutí o vysídlení budovy poštovního ředitelství, které se tak přesunulo z Kounicové ulice do budov bývalého policejního ředitelství na Orlí ulici.

Roku 1951 bylo učiliště zařazeno do systému pracovních záloh. Zákon z roku 1960 zařadil školu mezi školy druhého stupně poskytující střední vzdělání.
V 80. letech 20. století byla zahájena výstavba nového areálu školy v městské části Brno-Komín. V těchto prostorách bylo ve školním roce 1993/1994 zahájeno vyučování. Škola tehdy získala nový název Střední odborné učiliště spojů.

Po rozšíření školního vzdělávacího programu o další obory došlo dne 1. září 1997 ke změně názvu na Střední odborné učiliště spojů a Střední odborná škola Brno. Od 1. ledna 1998 se škola rozšířila o další obory a to o sdělovací a zabezpečovací techniku v dopravě.

Dne 1. září 2004 byl změněn název školy na Střední odborná škola a Střední odborné učiliště informatiky a spojů Brno. Další změna názvu proběhla 1. září 2006 na Střední škola informatiky a spojů, Brno, Čichnova 23. Škola se stala lokální síťovou akademií CISCO, díky čemuž mohou studenti získat mezinárodně platné cisco certifikáty.

Prozatím poslední změna názvu proběhla 1. září 2012 a oficiálním je Střední škola informatiky, poštovnictví a finančnictví Brno.

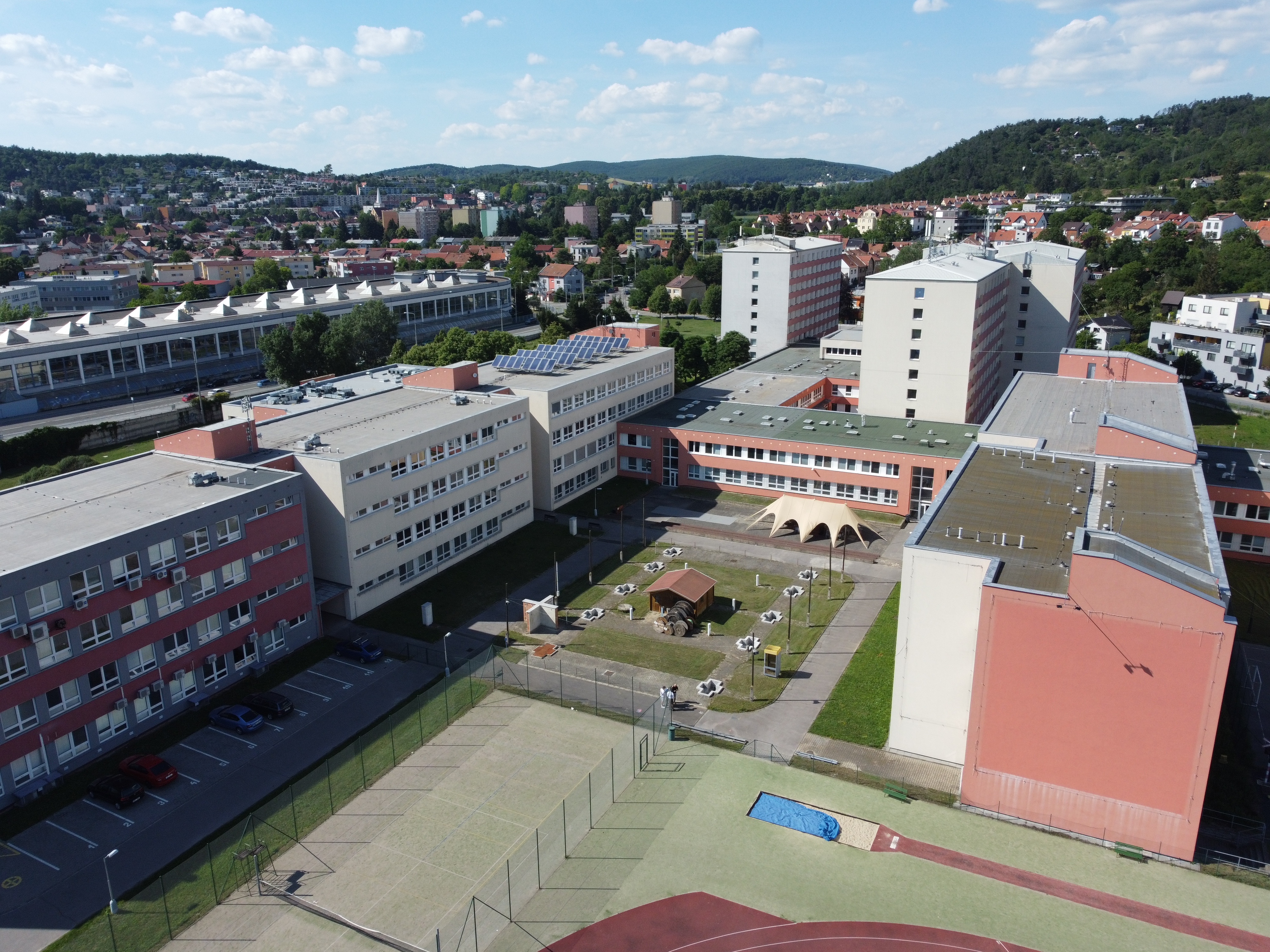
Pohled na areál ze zadní strany

## Současnost

### Studijní obory
- Telekomunikace
  - Mobilní aplikace – čtyřletý obor s maturitou
  - Inteligentní sítě a zařízení – tříletý obor s výučním listem
  - Zařízení sdělovací techniky – dvouleté nástavbové studium s maturitou
- Informační technologie – čtyřletý obor s maturitou
- Informační a zabezpečovací technika
  - Informační a zabezpečovací technika – čtyřletý obor s maturitou
  - Elektromechanik – tříletý obor s výučním listem
- Kybernetická bezpečnost – čtyřletý obor s maturitou
- Logistické a finanční služby
  - Logistika – čtyřletý obor s maturitou
  - Logistika a přeprava – tříletý obor s výučním listem
  - Logistické a finanční služby – dvouleté nástavbové studium s maturitou
- Ekonomika a podnikání 
  - Bankovnictví a pojišťovnictví – čtyřletý obor s maturitou
  - Bezpečnost dat – čtyřletý obor s maturitou
  - Management kybernetické bezpečnosti – dvouleté pomaturitní studium[4]

### Kybercentrum
V roce 2020 vzniklo na škole vzdělávací a technologické centrum Junior Centrum Excelence kybernetické bezpečnosti. Centrum se skládá z několika učeben se samostatnou technologickou podporou, videokonferenční místnosti a zázemím pro vyučující. Součástí je také virtuální prostředí Cylab. Centrum se využívá pro výuku předmětů Kybernetická bezpečnost, Opereáční systémy, Informační sítě a Databázové systémy. Prostředí využívají i další školy pro online kurzy zaměřené na operační systém Linux.

### Školní aktivity

#### Studentské firmy
V rámci tohoto projektu si mohou studenti založit firmu, se kterou po celý školní rok podnikají. Zisky z podnikání jsou věnovány na dobročinné účely. V roce 2021 se do soutěže zapojily desítky týmů a tisíce studentů. Zkušenosti z minulých let ukazují, že někteří studenti podnikají i po ukončení programu. Během let 2020–2021 ukázali účastníci schopnost přizpůsobit se nové situaci a převést své podnikání do elektronického prostředí.

Studenti si během svého podnikání vyzkoušejí postupy, které musí zvládat manažeři v reálných firmách. Díky tomu si tak studenti zlepšují své komunikativní dovednosti a práci v týmu.

Studenti SŠIPF Brno darovali své výdělky na pomoc při likvidaci požárů v Austrálii nebo tornáda v Hodoníně a opakovaně se zapojuje do projektu Ježíškova vnoučata, kde dělají radost osamělým babičkám a dědečkům. Hlavním mentorem tohoto programu na škole je Ing. Helena Tlustíčková.

#### Mistrovství světa v mikrotrubičkování
Na SŠIPF se koná také každoroční Mistrovství světa v mikrotrubičkování. Jde o tradiční soutěž montážních skupin v instalaci vláken a zafukování do mikrotrubiček.

#### Soutěž poštovních dovedností
Škola každoročně hostí Soutěž poštovních dovedností organizovanou Českou poštou.

#### Mezinárodní cena vévody z Edinburghu
Škola poskytuje studentům možnost absolvovat program The Duke of Edinburgh's International Award.
Hlavním mentorem tohoto programu na škole je Helena Zelníčková.

#### Den lidských práv

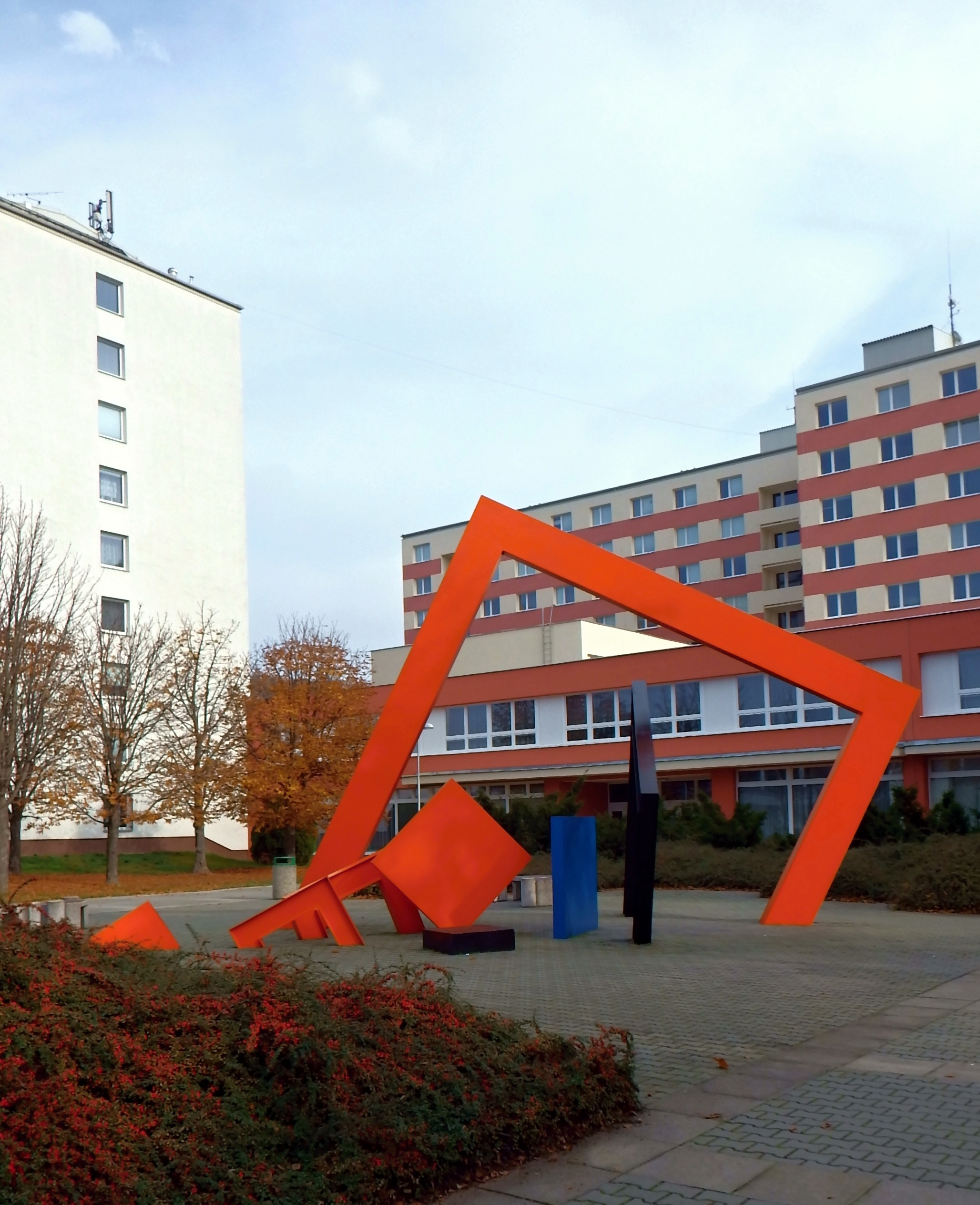
Plastika Okna, která je symbolem školy

Škola od roku 2022 každoročně pořádá Den lidských práv, který se skládá z přednášek osobností a workshopů, zaměřených na lidská práva. Účastníci si vybírají z nabídky workshopů. V roce 2024 byli mezi přednášejícími poslankyně Barbora Urbanová, politolog Marek Čejka, student Alexandr Romancov a influencerka Zuzi z profilu Sekáčujeme. V roce 2025 na akci přednášeli novináři Tomáš Etzler, Jana Ciglerová a Silvie Lauder.

#### Moudrá síť[17]
SŠIPF pomáhá seniorům bezpečně ovládat moderní technologie. Studenti se stali v roce 2024 digitálními asistenty a v rámci dobrovolnictví pomáhají seniorům s ovládáním mobilních telefonů, počítačů nebo tiskáren. Škola se také stala místem mezigeneračního setkávání a na naší škole probíhá několikrát v roce akce Odpoledne se seniory. Koordinátorem projektu na škole je Helena Tlustíčková.

## Ocenění
V roce 2023 získala škola dvě ocenění v soutěži Kybercena. Vyhrála v kategorie kyber organizace roku a v kategorii kyber manažer roku zvítězil Roman Koláčný, učitel a vedoucí Junior Centra Exelence kybernetické bezpečnosti.
V roce 2024 získala škola certifikát Podnikavá škola – úroveň střední, čímž se stala jedinou střední školou v Brně, která tuto úroveň získala. Cílem školy je nyní dosažení úrovně Leader. Propojením vzdělávání s praktickým životem, podporou podnikavost u studentů a rozvojem dílčích kompetencí k podnikavosti je tak náš cíl splnitelný. Garantem certifikace je v Jihomoravském kraji Lipka – školské zařízení pro environmentální vzdělávání Brno, p. o. Garantem certifikace napříč kraji v ČR je pak Asociace podnikavé Česko. Garantem. Koordinátoři podnikavosti na škole je Helena Tlustíčková a Jana Švihálková.

## Zajímavosti
Před budovou školy se v blízkosti bazénku nachází plastika Okna z roku 1991 od Zdeňka Makovského a Aleny Hrošové. Plastika je symbolem školy a škola jí využívá ve svém logu.